# Gabriel Quak
Gabriel Quak Jun Yi (* 22. Dezember 1990 in Singapur) ist ein singapurischer Fußballspieler.

## Karriere

### Verein
Das Fußballspielen erlernte Gabriel auf der National Football Academy in Singapur. Seine Karriere begann 2008 in der U23-Mannschaft der Young Lions. Hier absolvierte er 66 Spiele und schoss fünf Tore. 2012 ging er zu Singapore LionsXII, einem Verein aus Singapur, der aber in der Malaysia Super League spielte. Nach 80 Spielen und zehn Toren wechselte er 2016 zum Geylang International, einem Verein, der in Bedok beheimatet ist. Hier gelangen ihm fünf Tore in 47 Spielen. 2018 unterschrieb er einen Vertrag beim thailändischen Erstligisten Navy FC in Sattahip. Nach nur einem Jahr in Thailand ging er 2019 wieder zurück in sein Heimatland und spielte seitdem für Warriors FC, einem Verein, der in der S. League spielt. Nach einem Jahr wechselte er zum Ligakonkurrenten Lion City Sailors FC, dem bisherigen Home United FC. 2020 wurde er zum Spieler des Jahres gewählt. Ein Jahr später feierte er dann mit den Sailors die singapurische Meisterschaft. Im Februar 2022 gewann der mit den Sailors den Singapore Community Shield. Das Spiel gegen Albirex Niigata (Singapur) gewann man mit 2:1. Nach 59 Erstligaspielen, in denen er 29 Tore erzielte, wechselte er zu Beginn der Saison 2023 zum ebenfalls in der ersten Liga spielenden Hougang United.

### Nationalmannschaft
2013 absolvierte Gabriel fünf Partien in der singapurischen U-23-Nationalmannschaft und traf dabei zwei Mal. Seit 2013 ist er auch ein fester Bestandteil der singapurischen A-Nationalmannschaft. Bisher stand er 33-mal für das Team auf dem Spielfeld und erzielte dabei sieben Treffer.

## Erfolge
Singapore LionsXII
- Malaysischer Meister: 2013
- Malaysischer Vizemeister: 2012
- Malaysischer-FA-Cup-Sieger: 2015

Warriors FC
- Singapore Cup-Finalist: 2019

Lion City Sailors
- Singapurischer Meister: 2021
- Singapore Community Shield-Sieger: 2022

## Auszeichnungen
Singapore Premier League
- Spieler des Jahres: 2020